# Galerida
Galerida – rodzaj ptaków z rodziny skowronków (Alaudidae).

## Rozmieszczenie geograficzne
Rodzaj obejmuje gatunki występujące w Eurazji i Afryce.

## Morfologia
Długość ciała 14–19 cm, masa ciała 18–50 g.

## Systematyka
Rodzaj zdefiniował w 1828 roku niemiecki zoolog Friedrich Boie w artykule poświęconym uwagom na temat kilku nowych rodzajów ptaków, opublikowanym w czasopiśmie „Isis von Oken”. Gatunkiem typowym jest (późniejsze oznaczenie) dzierlatka zwyczajna (G. cristata).

### Etymologia
- Galerida (Golerida) i Galerita: łac. galerita, galeritus, galerius lub avis galerita ‘skowronek z czubem’, albo ‘dzierlatka zwyczajna’, albo ‘skowronek zwyczajny’, od galerum ‘czapka’, od galea ‘hełm’[15].
- Calendula: wątpliwe łac. calandra ‘kalandra szara’, od gr. καλανδρος kalandros ‘kalandra szara’; łac. przyrostek zdrabniający -ula[16]. Gatunek typowy (oznaczenie monotypowe): Alauda magnirostris Stephens, 1826.
- Erana: gr. εραννος erannos ‘piękny’, od εραμαι eramai ‘kochać’[17]. Gatunek typowy (oryginalne oznaczenie): Alauda crassirostris Vieillot, 1816 (= Alauda magnirostris Stephens, 1826).
- Spizalauda: gr. σπιζα spiza ‘zięba’ (tj. grubodzioby), od σπιζω spizō ‘ćwierkać’; łac. alauda ‘skowronek’, od celt. al ‘wielki’; aud ‘śpiew’[18]. Gatunek typowy (oznaczenie monotypowe): Mirafra hayi Jerdon, 1845 (= Alauda deva Sykes, 1832).
- Heterops: gr. ἑτερος heteros ‘inny, różny’; ωψ ōps, ωπος ōpos ‘twarz’[19]. Gatunek typowy (oznaczenie monotypowe): Heterops cristatus Linnaeus, 1758.
- Heliocorys: gr. ἡλιος hēlios ‘słońce’; nowołac. corys ‘skowronek’, od gr. κορυδος korudos ‘dzierlatka’, od κορυς korus, κορυθος koruthos ‘hełm’[20]. Gatunek typowy (oznaczenie monotypowe): Galerita modesta von Heuglin, 1864.
- Ptilocorys:
- Corydus: gr. κορυδος korudos ‘dzierlatka zwyczajna’, od κορυς korus, κορυθο koruthos ‘hełm’[21].

### Podział systematyczny
Do rodzaju należą następujące gatunki:
- Galerida modesta von Heuglin, 1864 – dzierlatka rdzawa
- Galerida magnirostris (Stephens, 1826) – dzierlatka wielkodzioba
- Galerida deva (Sykes, 1832) – dzierlatka dekańska
- Galerida theklae A.E. Brehm, 1857 – dzierlatka iberyjska
- Galerida malabarica (Scopoli, 1786) – dzierlatka malabarska
- Galerida cristata (Linnaeus, 1758) – dzierlatka zwyczajna